# Feria Internacional del Aire y del Espacio
Feria Internacional del Aire y del Espacio – wystawa i targi przemysłu lotniczego organizowane co dwa lata od 1980 roku w Chile. Największa tego typu impreza na kontynencie południowoamerykańskim.

## Historia
W 1980 roku z okazji pięćdziesięciolecia Fuerza Aérea de Chile (Chilijskich Sił Powietrznych), siły powietrzne przy wsparciu rządu zorganizowały na terenie Base Aérea El Bosque w Santiago wystawę sprzętu lotniczego pod nazwą Feria Internacional del Aire. Wystawa cieszyła się bardzo dużym zainteresowaniem, odwiedziło ją około 115000 zwiedzających a swoje produkty zaprezentowało 75 wystawców z 13 krajów. Tak duże zainteresowanie skłoniło władzę i siły powietrzne do cyklicznej organizacji imprezy co dwa lata. W 1990 roku z powodu wzrostu zainteresowania wystawa przeniosła się na lotnisko Los Cerrillos a sama impreza znana jest od tej pory pod nową nazwą Feria Internacional del Aire y del Espacio. W 2006 roku zamknięto lotnisko Los Cerrillos a targi przeniosły się na lotnisko Aeropuerto Internacional Comodoro Arturo Merino Benítez. Największe targi odbyły się w 2012 roku. Uczestniczyło w nich 561 firm a specjalnym gościem targów był Airbus A400, dla którego była to pierwsza wizyta w Ameryce Południowej (w drodze do Chile, A400 miał międzylądowanie w Boliwii).